# Svarttjärnen (Stensele socken, Lappland, 720037-157435)
Svarttjärnen är en sjö i Storumans kommun i Lappland och ingår i Umeälvens huvudavrinningsområde.